# Mexiko i olympiska sommarspelen 1972
Mexiko deltog med 174 deltagare vid de olympiska sommarspelen 1972 i München. Totalt vann de en silvermedalj.

## Medaljer

### Silver
- Alfonso Zamora - Boxning, bantamvikt.